# روکاس پوکشتاس
روکاس پوکشتاس (انگلیسی: Rokas Pukštas؛ زادهٔ ۲۵ اوت ۲۰۰۴) بازیکن فوتبال اهل ایالات متحده آمریکا است که در حال حاضر برای باشگاه فوتبال هایدوک اسپلیت بازی می‌کند. 
وی همچنین در تیم‌های ملی فوتبال زیر ۱۵ و ۲۰ سال ایالات متحده آمریکا بازی کرده است.